# Robjohn
Robjohn is een gemeentevrij gebied in de Choctaw County in Alabama. Het gemeentevrij gebied ligt 7,2 kilometer ten westen van Pennington aan de Alabama State Route 156. Robjohn ligt 30 meter boven zeeniveau en had van 14 juli 1888 tot 31 januari 1955 een postkantoor.